# Schweiz i olympiska sommarspelen 1992
Schweiz deltog i de olympiska sommarspelen 1992 med en trupp bestående av 102 deltagare, och det blev ett guld totalt.

## Cykling
Damernas linjelopp
- Luzia Zberg
  - Final — 2:05:03 (→ 8:e plats)

- Petra Walczewski
  - Final — 2:05:03 (→ 22:e plats)

- Barbara Heeb
  - Final — 2:09:42 (→ 43:e plats)

## Friidrott
Herrarnas maraton
- Daniel Boltz — 2:25,50 (→ 55:e plats)

Herrarnas 50 kilometer gång
- Pascal Charriere — 4:08:32 (→ 20:e plats)
- Aldo Bertoldi — fullföljde inte (→ ingen notering)

Herrarnas diskuskastning
- Christian Erb
  - Kval — 55,16 m (→ did not advance)

Herrarnas kulstötning
- Werner Günthör
  - Kval — 20,50 m
  - Final — 20,91 m (→ 4:e plats)

Damernas maraton
- Franziska Moser
  - Kval — fullföljde inte (→ ingen notering)

Damernas höjdhopp
- Sieglind Cadush
  - Kval — 1,86 m (→ gick inte vidare)

## Fäktning
Herrarnas värja
- Olivier Jacquet
- André Kuhn
- Daniel Lang

## Modern femkamp
Herrarnas individuella tävling
- Peter Steinmann

## Simhopp
Damernas 3 m
- Catherine Aviolat
  - Kval — 239,49 poäng (→ gick inte vidare, 27:e plats)

Damernas 10 m
- Yvonne Kostenberger
  - Kval — 264,81 poäng (→ gick inte vidare, 22:a plats)

## Tennis
Herrar
| Spelare                  | Gren       | Omgång 1                            | Omgång 2                                   | Åttondelsfinaler                                 | Kvartsfinaler                                               | Semifinaler                        | Final / BM                               | Final / BM       |
| Spelare                  | Gren       | Motståndare Poäng                   | Motståndare Poäng                          | Motståndare Poäng                                | Motståndare Poäng                                           | Motståndare Poäng                  | Motståndare Poäng                        | Placering        |
| ------------------------ | ---------- | ----------------------------------- | ------------------------------------------ | ------------------------------------------------ | ----------------------------------------------------------- | ---------------------------------- | ---------------------------------------- | ---------------- |
| Marc Rosset              | Herrsingel | K Alami (MAR) W 6–2, 4–6, 2–1 r.    | W Ferreira (RSA) W 6–4, 6–0, 6–2           | J Courier (USA) W 6–4, 6–2, 6–1                  | E Sánchez (ESP) W 6–4, 7–6(2), 3–6, 7–6(9)                  | G Ivanišević (CRO) W 6–3, 7–5, 6–2 | J Arrese (ESP) W 7–6, 6–4, 3–6, 4–6, 8–6 |                  |
| Jakob Hlasek             | Herrsingel | F Maciel (MEX) W 6–3, 6–4, 4–6, 6–2 | A Sznajder (CAN) W 4–6, 6–4, 6–3, 7–6(1)   | G Ivanišević (CRO) L 6–3, 0–6, 6–4, 6–7(1), 7–9  | Gick inte vidare                                            | Gick inte vidare                   | Gick inte vidare                         | Gick inte vidare |
| Jakob Hlasek Marc Rosset | Herrdubbel |                                     | Meng Q-H (CHN) J Xia (CHN) W 7–5, 6–1, 6–2 | O Casey (IRL) E Collins (IRL) W 7–6(4), 6–3, 6–4 | J Frana (ARG) C Miniussi (ARG) L 6–2, 6–7(3), 6–3, 2–6, 2–6 | Gick inte vidare                   | Gick inte vidare                         | Gick inte vidare |

Damer
| Spelare                                  | Gren      | Omgång 1                   | Omgång 2                                             | Åttondelsfinaler                                    | Kvartsfinaler                       | Semifinaler       | Final / BM        | Final / BM       |
| Spelare                                  | Gren      | Motståndare Poäng          | Motståndare Poäng                                    | Motståndare Poäng                                   | Motståndare Poäng                   | Motståndare Poäng | Motståndare Poäng | Placering        |
| ---------------------------------------- | --------- | -------------------------- | ---------------------------------------------------- | --------------------------------------------------- | ----------------------------------- | ----------------- | ----------------- | ---------------- |
| Emanuela Zardo                           | Damsingel | M Maleeva (BUL) L 2–6, 4–6 | Gick inte vidare                                     | Gick inte vidare                                    | Gick inte vidare                    | Gick inte vidare  | Gick inte vidare  | Gick inte vidare |
| Manuela Maleeva-Fragniere                | Damsingel | A Vieira (BRA) W 6–2, 6–3  | R Reggi-Concato (ITA) W 4–6, 4–6                     | A Gavaldón (MEX) W 6–0, 6–3                         | M J Fernandez (USA) L 7–5, 1–6, 0–6 | Gick inte vidare  | Gick inte vidare  | Gick inte vidare |
| Manuela Maleeva-Fragniere Emanuela Zardo | Damdubbel |                            | D Randriantefy (MAD) N Randriantefy (MAD) W 6–2, 6–2 | C Martínez (ESP) A Sánchez Vicario (ESP) L 0–6, 1–6 | Gick inte vidare                    | Gick inte vidare  | Gick inte vidare  | Gick inte vidare |